# ماساهيرو يامادا
ماساهيرو يامادا (باليابانية: 山田昌弘؛ بالكانا: やまだ まさひろ) هو عالم اجتماع ياباني، ولد في 30 نوفمبر 1957 في كيتا في اليابان.